# Бадалык
Бадалык — упразднённый посёлок в Емельяновском районе Красноярского края России. На момент упразднения входил в состав Солонцовского сельсовета. В 2001 году включен в состав города Красноярска и исключен из учётных данных.

## География
Располагался к северу от Красноярска, с восточной стороны трассы Енисейский тракт.

## История
Возник в 1930-е годы как посёлок при угольной шахте Бадалыкская.

## Достопримечательности
Посёлок был известен в связи с расположением рядом с ним крупнейшего кладбища Красноярска - Бадалыкского.